# Groupe B des éliminatoires du Championnat d'Europe de football 2008
Cet article donne le calendrier, les résultats des matches ainsi que le classement du groupe B des éliminatoires de l'Euro 2008.
Ce groupe comprend les deux finalistes de la coupe du monde précédente, l'Italie et la France, ainsi que l'Ukraine, quart-de-finaliste. Le tirage au sort s'étant déroulé en janvier 2006, les pots étaient formés selon le classement FIFA de l'époque, ne prenant donc pas en compte la coupe du monde six mois plus tard.

## Classement
| Rang | Équipe     | Pts | J  | G | N | P  | Bp | Bc | Diff |  | Résultats (▼ dom., ► ext.) |     |     |     |     |     |     |     |
| ---- | ---------- | --- | -- | - | - | -- | -- | -- | ---- |  | -------------------------- | --- | --- | --- | --- | --- | --- | --- |
| 1    | Italie     | 29  | 12 | 9 | 2 | 1  | 22 | 9  | +13  |  | Italie                     |     | 0-0 | 2-0 | 2-0 | 1-1 | 2-0 | 3-1 |
| 2    | France     | 26  | 12 | 8 | 2 | 2  | 25 | 5  | +20  |  | France                     | 3-1 |     | 0-1 | 2-0 | 2-0 | 1-0 | 5-0 |
| 3    | Écosse     | 24  | 12 | 8 | 0 | 4  | 21 | 12 | +9   |  | Écosse                     | 1-2 | 1-0 |     | 3-1 | 3-1 | 2-1 | 6-0 |
| 4    | Ukraine    | 17  | 12 | 5 | 2 | 5  | 18 | 16 | +2   |  | Ukraine                    | 1-2 | 2-2 | 2-0 |     | 1-0 | 3-2 | 5-0 |
| 5    | Lituanie   | 16  | 12 | 5 | 1 | 6  | 11 | 13 | -2   |  | Lituanie                   | 0-2 | 0-1 | 1-2 | 2-0 |     | 1-0 | 2-1 |
| 6    | Géorgie    | 10  | 12 | 3 | 1 | 8  | 16 | 19 | -3   |  | Géorgie                    | 1-3 | 0-3 | 2-0 | 1-1 | 0-2 |     | 3-1 |
| 7    | Îles Féroé | 0   | 12 | 0 | 0 | 12 | 4  | 43 | -39  |  | Îles Féroé                 | 1-2 | 0-6 | 0-2 | 0-2 | 0-1 | 0-6 |     |

Les rencontres du groupe B ont été décidées par tirage au sort le jeudi 9 mars 2006, car les rencontres n'ont pas pu être convenues entre les délégués. L'Ukraine a été la seule partie incapable de parvenir à un consensus avec le reste du groupe
| 16 août 2006 | Îles Féroé | 0–6 | Géorgie                                                                    | Svangaskarð, Toftir                          |                                              |
| 18:00 UTC+1  |            |     | 16e Mujiri · 18e Iashvili · 37e 62e 82e Arveladze · 51e (pen.) Kobiashvili | Spectateurs : 2 114 Arbitrage : Michael Ross | Spectateurs : 2 114 Arbitrage : Michael Ross |
| 18:00 UTC+1  | Rapport    |     |                                                                            | Spectateurs : 2 114 Arbitrage : Michael Ross | Spectateurs : 2 114 Arbitrage : Michael Ross |

| 2 septembre 2006 | Écosse                                                                              | 6–0 | Îles Féroé | Celtic Park, Glasgow                              |                                                   |
| 15:00 UTC+1      | Fletcher 7e · McFadden 10e · Boyd 24e (pen.) 38e · Miller 30e (pen.) · O'Connor 85e |     |            | Spectateurs : 50 059 Arbitrage : Igor Egorov (en) | Spectateurs : 50 059 Arbitrage : Igor Egorov (en) |
| 15:00 UTC+1      | Rapport                                                                             |     |            | Spectateurs : 50 059 Arbitrage : Igor Egorov (en) | Spectateurs : 50 059 Arbitrage : Igor Egorov (en) |

| 2 septembre 2006 | Géorgie | 0–3 | France                                     | Stade Boris-Paichadze, Tbilissi               |                                               |
| 20:00 UTC+4      |         |     | 7e Malouda · 15e Saha · 47e (csc) Asatiani | Spectateurs : 65 000 Arbitrage : Jan Wegereef | Spectateurs : 65 000 Arbitrage : Jan Wegereef |
| 20:00 UTC+4      | Rapport |     |                                            | Spectateurs : 65 000 Arbitrage : Jan Wegereef | Spectateurs : 65 000 Arbitrage : Jan Wegereef |

| 2 septembre 2006 | Italie      | 1–1 | Lituanie         | Stadio San Paolo, Naples                        |                                                 |
| 20:50 UTC+2      | Inzaghi 30e |     | 21e Danilevičius | Spectateurs : 60 000 Arbitrage : Martin Hansson | Spectateurs : 60 000 Arbitrage : Martin Hansson |
| 20:50 UTC+2      | Rapport     |     |                  | Spectateurs : 60 000 Arbitrage : Martin Hansson | Spectateurs : 60 000 Arbitrage : Martin Hansson |

| 6 septembre 2006 | Ukraine                                 | 3–2 | Géorgie                        | Stade olympique, Kiev                          |                                                |
| 19:00 UTC+3      | Chevtchenko 31e · Rotan 61e · Rusol 80e |     | 38e Arveladze · 60e Demetradze | Spectateurs : 40 000 Arbitrage : Jaroslav Jara | Spectateurs : 40 000 Arbitrage : Jaroslav Jara |
| 19:00 UTC+3      | Rapport                                 |     |                                | Spectateurs : 40 000 Arbitrage : Jaroslav Jara | Spectateurs : 40 000 Arbitrage : Jaroslav Jara |

| 6 septembre 2006 | Lituanie         | 1–2 | Écosse                  | Stade S.-Darius-et-S.-Girėnas, Kaunas                |                                                      |
| 19:30 UTC+3      | Miceika (en) 85e |     | 46e Dailly · 62e Miller | Spectateurs : 6 500 Arbitrage : Vladimír Hriňák (en) | Spectateurs : 6 500 Arbitrage : Vladimír Hriňák (en) |
| 19:30 UTC+3      | Rapport          |     |                         | Spectateurs : 6 500 Arbitrage : Vladimír Hriňák (en) | Spectateurs : 6 500 Arbitrage : Vladimír Hriňák (en) |

| 6 septembre 2006 | France                   | 3–1 | Italie        | Stade de France, Saint-Denis                    |                                                 |
| 21:00 UTC+2      | Govou 2e 55e · Henry 18e |     | 20e Gilardino | Spectateurs : 78 800 Arbitrage : Herbert Fandel | Spectateurs : 78 800 Arbitrage : Herbert Fandel |
| 21:00 UTC+2      | Rapport                  |     |               | Spectateurs : 78 800 Arbitrage : Herbert Fandel | Spectateurs : 78 800 Arbitrage : Herbert Fandel |

| 7 octobre 2006 | Îles Féroé | 0–1 | Lituanie   | Tórsvøllur, Tórshavn                                  |                                                       |
| 15:00 UTC+1    |            |     | 89e Skerla | Spectateurs : 1 982 Arbitrage : Anthony Buttimer (en) | Spectateurs : 1 982 Arbitrage : Anthony Buttimer (en) |
| 15:00 UTC+1    | Rapport    |     |            | Spectateurs : 1 982 Arbitrage : Anthony Buttimer (en) | Spectateurs : 1 982 Arbitrage : Anthony Buttimer (en) |

| 7 octobre 2006 | Écosse       | 1–0 | France | Hampden Park, Glasgow                            |                                                  |
| 17:00 UTC+1    | Caldwell 67e |     |        | Spectateurs : 52 500 Arbitrage : Massimo Busacca | Spectateurs : 52 500 Arbitrage : Massimo Busacca |
| 17:00 UTC+1    | Rapport      |     |        | Spectateurs : 52 500 Arbitrage : Massimo Busacca | Spectateurs : 52 500 Arbitrage : Massimo Busacca |

| 7 octobre 2006 | Italie                     | 2–0 | Ukraine | Stade olympique, Rome                           |                                                 |
| 20:50 UTC+2    | Oddo 71e (pen.) · Toni 79e |     |         | Spectateurs : 49 149 Arbitrage : Kýros Vassáras | Spectateurs : 49 149 Arbitrage : Kýros Vassáras |
| 20:50 UTC+2    | Rapport                    |     |         | Spectateurs : 49 149 Arbitrage : Kýros Vassáras | Spectateurs : 49 149 Arbitrage : Kýros Vassáras |

| 11 octobre 2006 | Ukraine                             | 2–0 | Écosse | Stade olympique, Kiev                           |                                                 |
| 19:00 UTC+3     | Kucher 60e · Chevtchenko 90e (pen.) |     |        | Spectateurs : 55 000 Arbitrage : Martin Hansson | Spectateurs : 55 000 Arbitrage : Martin Hansson |
| 19:00 UTC+3     | Rapport                             |     |        | Spectateurs : 55 000 Arbitrage : Martin Hansson | Spectateurs : 55 000 Arbitrage : Martin Hansson |

| 11 octobre 2006 | Géorgie                | 1–3 | Italie                                       | Stade Boris-Paichadze, Tbilissi             |                                             |
| 20:00 UTC+4     | Shashiashvili (en) 26e |     | 18e De Rossi · 63e Camoranesi · 71e Perrotta | Spectateurs : 50 000 Arbitrage : Mike Riley | Spectateurs : 50 000 Arbitrage : Mike Riley |
| 20:00 UTC+4     | Rapport                |     |                                              | Spectateurs : 50 000 Arbitrage : Mike Riley | Spectateurs : 50 000 Arbitrage : Mike Riley |

| 11 octobre 2006 | France                                                | 5–0 | Îles Féroé | Stade Auguste-Bonal, Montbéliard                      |                                                       |
| 21:00 UTC+2     | Saha 1re · Henry 22e · Anelka 77e · Trezeguet 78e 84e |     |            | Spectateurs : 19 314 Arbitrage : Sorin Corpodean (nl) | Spectateurs : 19 314 Arbitrage : Sorin Corpodean (nl) |
| 21:00 UTC+2     | Rapport                                               |     |            | Spectateurs : 19 314 Arbitrage : Sorin Corpodean (nl) | Spectateurs : 19 314 Arbitrage : Sorin Corpodean (nl) |

| 24 mars 2007 | Écosse                 | 2–1 | Géorgie       | Hampden Park, Glasgow                                    |                                                          |
| 15:00 UTC+0  | Boyd 11e · Beattie 89e |     | 41e Arveladze | Spectateurs : 50 850 Arbitrage : Nicolai Vollquartz (en) | Spectateurs : 50 850 Arbitrage : Nicolai Vollquartz (en) |
| 15:00 UTC+0  | Rapport                |     |               | Spectateurs : 50 850 Arbitrage : Nicolai Vollquartz (en) | Spectateurs : 50 850 Arbitrage : Nicolai Vollquartz (en) |

| 24 mars 2007 | Îles Féroé | 0–2 | Ukraine                    | Svangaskarð, Toftir                         |                                             |
| 15:00 UTC+0  |            |     | 20e Yezerskyy · 57e Husyev | Spectateurs : 717 Arbitrage : Damir Skomina | Spectateurs : 717 Arbitrage : Damir Skomina |
| 15:00 UTC+0  | Rapport    |     |                            | Spectateurs : 717 Arbitrage : Damir Skomina | Spectateurs : 717 Arbitrage : Damir Skomina |

| 24 mars 2007 | Lituanie | 0–1 | France     | Stade S.-Darius-et-S.-Girėnas, Kaunas       |                                             |
| 19:00 UTC+2  |          |     | 73e Anelka | Spectateurs : 8 000 Arbitrage : Howard Webb | Spectateurs : 8 000 Arbitrage : Howard Webb |
| 19:00 UTC+2  | Rapport  |     |            | Spectateurs : 8 000 Arbitrage : Howard Webb | Spectateurs : 8 000 Arbitrage : Howard Webb |

| 28 mars 2007 | Ukraine    | 1–0 | Lituanie | Stade Tchornomorets, Odessa                    |                                                |
| 18:00 UTC+3  | Husyev 47e |     |          | Spectateurs : 33 600 Arbitrage : Florian Meyer | Spectateurs : 33 600 Arbitrage : Florian Meyer |
| 18:00 UTC+3  | Rapport    |     |          | Spectateurs : 33 600 Arbitrage : Florian Meyer | Spectateurs : 33 600 Arbitrage : Florian Meyer |

| 28 mars 2007 | Géorgie                                 | 3–1 | Îles Féroé      | Stade Boris-Paichadze, Tbilissi              |                                              |
| 18:00 UTC+4  | Siradze 25e · Iashvili 46e 90+5e (pen.) |     | 57e R. Jacobsen | Spectateurs : 15 000 Arbitrage : Pavel Saliy | Spectateurs : 15 000 Arbitrage : Pavel Saliy |
| 18:00 UTC+4  | Rapport                                 |     |                 | Spectateurs : 15 000 Arbitrage : Pavel Saliy | Spectateurs : 15 000 Arbitrage : Pavel Saliy |

| 28 mars 2007 | Italie       | 2–0 | Écosse | Stade San Nicola, Bari                              |                                                     |
| 20:50 UTC+2  | Toni 12e 70e |     |        | Spectateurs : 37 500 Arbitrage : Frank De Bleeckere | Spectateurs : 37 500 Arbitrage : Frank De Bleeckere |
| 20:50 UTC+2  | Rapport      |     |        | Spectateurs : 37 500 Arbitrage : Frank De Bleeckere | Spectateurs : 37 500 Arbitrage : Frank De Bleeckere |

| 2 juin 2007 | Lituanie       | 1–0 | Géorgie | Stade S.-Darius-et-S.-Girėnas, Kaunas             |                                                   |
| 21:00 UTC+3 | Mikoliūnas 78e |     |         | Spectateurs : 6 000 Arbitrage : Claudio Circhetta | Spectateurs : 6 000 Arbitrage : Claudio Circhetta |
| 21:00 UTC+3 | Rapport        |     |         | Spectateurs : 6 000 Arbitrage : Claudio Circhetta | Spectateurs : 6 000 Arbitrage : Claudio Circhetta |

| 2 juin 2007 | France                  | 2–0 | Ukraine | Stade de France, Saint-Denis                           |                                                        |
| 21:00 UTC+2 | Ribéry 57e · Anelka 71e |     |         | Spectateurs : 80 051 Arbitrage : Luis Medina Cantalejo | Spectateurs : 80 051 Arbitrage : Luis Medina Cantalejo |
| 21:00 UTC+2 | Rapport                 |     |         | Spectateurs : 80 051 Arbitrage : Luis Medina Cantalejo | Spectateurs : 80 051 Arbitrage : Luis Medina Cantalejo |

| 2 juin 2007 | Îles Féroé      | 1–2 | Italie          | Tórsvøllur, Tórshavn                         |                                              |
| 19:45 UTC+1 | R. Jacobsen 77e |     | 12e 48e Inzaghi | Spectateurs : 5 987 Arbitrage : Robert Małek | Spectateurs : 5 987 Arbitrage : Robert Małek |
| 19:45 UTC+1 | Rapport         |     |                 | Spectateurs : 5 987 Arbitrage : Robert Małek | Spectateurs : 5 987 Arbitrage : Robert Małek |

| 6 juin 2007 | Îles Féroé | 0–2 | Écosse                     | Svangaskarð, Toftir                                 |                                                     |
| 17:15 UTC+1 |            |     | 31e Maloney · 35e O'Connor | Spectateurs : 4 600 Arbitrage : Georgios Kasnaferis | Spectateurs : 4 600 Arbitrage : Georgios Kasnaferis |
| 17:15 UTC+1 | Rapport    |     |                            | Spectateurs : 4 600 Arbitrage : Georgios Kasnaferis | Spectateurs : 4 600 Arbitrage : Georgios Kasnaferis |

| 6 juin 2007 | France    | 1–0 | Géorgie | Stade de l'Abbé Deschamps, Auxerre               |                                                  |
| 21:00 UTC+2 | Nasri 33e |     |         | Spectateurs : 21 000 Arbitrage : Lucílio Batista | Spectateurs : 21 000 Arbitrage : Lucílio Batista |
| 21:00 UTC+2 | Rapport   |     |         | Spectateurs : 21 000 Arbitrage : Lucílio Batista | Spectateurs : 21 000 Arbitrage : Lucílio Batista |

| 6 juin 2007 | Lituanie | 0–2 | Italie               | Stade S.-Darius-et-S.-Girėnas, Kaunas       |                                             |
| 21:45 UTC+3 |          |     | 31e 45e Quagliarella | Spectateurs : 7 000 Arbitrage : Pieter Vink | Spectateurs : 7 000 Arbitrage : Pieter Vink |
| 21:45 UTC+3 | Rapport  |     |                      | Spectateurs : 7 000 Arbitrage : Pieter Vink | Spectateurs : 7 000 Arbitrage : Pieter Vink |

| 8 septembre 2007 | Écosse                                | 3–1 | Lituanie                | Hampden Park, Glasgow                          |                                                |
| 15:00 UTC+1      | Boyd 31e · McManus 77e · McFadden 83e |     | 61e (pen.) Danilevičius | Spectateurs : 51 349 Arbitrage : Damir Skomina | Spectateurs : 51 349 Arbitrage : Damir Skomina |
| 15:00 UTC+1      | Rapport                               |     |                         | Spectateurs : 51 349 Arbitrage : Damir Skomina | Spectateurs : 51 349 Arbitrage : Damir Skomina |

| 8 septembre 2007 | Géorgie     | 1–1 | Ukraine     | Stade Boris-Paichadze, Tbilissi              |                                              |
| 19:00 UTC+4      | Siradze 87e |     | 7e Shelayev | Spectateurs : 25 000 Arbitrage : Alain Hamer | Spectateurs : 25 000 Arbitrage : Alain Hamer |
| 19:00 UTC+4      | Rapport     |     |             | Spectateurs : 25 000 Arbitrage : Alain Hamer | Spectateurs : 25 000 Arbitrage : Alain Hamer |

| 8 septembre 2007 | Italie  | 0–0 | France | San Siro, Milan                               |                                               |
| 20:50 UTC+2      |         |     |        | Spectateurs : 80 000 Arbitrage : Ľuboš Micheľ | Spectateurs : 80 000 Arbitrage : Ľuboš Micheľ |
| 20:50 UTC+2      | Rapport |     |        | Spectateurs : 80 000 Arbitrage : Ľuboš Micheľ | Spectateurs : 80 000 Arbitrage : Ľuboš Micheľ |

| 12 septembre 2007 | Lituanie                         | 2–1 | Îles Féroé        | Stade S.-Darius-et-S.-Girėnas, Kaunas            |                                                  |
| 20:00 UTC+3       | Jankauskas 8e · Danilevičius 52e |     | 90+3e R. Jacobsen | Spectateurs : 4 000 Arbitrage : Tsvetan Georgiev | Spectateurs : 4 000 Arbitrage : Tsvetan Georgiev |
| 20:00 UTC+3       | Rapport                          |     |                   | Spectateurs : 4 000 Arbitrage : Tsvetan Georgiev | Spectateurs : 4 000 Arbitrage : Tsvetan Georgiev |

| 12 septembre 2007 | Ukraine         | 1–2 | Italie            | Stade olympique, Kiev                        |                                              |
| 21:45 UTC+3       | Chevtchenko 71e |     | 41e 77e Di Natale | Spectateurs : 41 500 Arbitrage : Howard Webb | Spectateurs : 41 500 Arbitrage : Howard Webb |
| 21:45 UTC+3       | Rapport         |     |                   | Spectateurs : 41 500 Arbitrage : Howard Webb | Spectateurs : 41 500 Arbitrage : Howard Webb |

| 12 septembre 2007 | France  | 0–1 | Écosse       | Parc des Princes, Paris                        |                                                |
| 21:00 UTC+2       |         |     | 64e McFadden | Spectateurs : 42 000 Arbitrage : Konrad Plautz | Spectateurs : 42 000 Arbitrage : Konrad Plautz |
| 21:00 UTC+2       | Rapport |     |              | Spectateurs : 42 000 Arbitrage : Konrad Plautz | Spectateurs : 42 000 Arbitrage : Konrad Plautz |

| 13 octobre 2007 | Écosse                                   | 3–1 | Ukraine         | Hampden Park, Glasgow                        |                                              |
| 15:00 UTC+1     | Miller 4e · McCulloch 10e · McFadden 68e |     | 24e Chevtchenko | Spectateurs : 50 589 Arbitrage : Pieter Vink | Spectateurs : 50 589 Arbitrage : Pieter Vink |
| 15:00 UTC+1     | Rapport                                  |     |                 | Spectateurs : 50 589 Arbitrage : Pieter Vink | Spectateurs : 50 589 Arbitrage : Pieter Vink |

| 13 octobre 2007 | Îles Féroé | 0–6 | France                                                               | Tórsvøllur, Tórshavn                                |                                                     |
| 16:00 UTC+1     |            |     | 6e Anelka · 8e Henry · 50e 81e Benzema · 66e Rothen · 90+4e Ben Arfa | Spectateurs : 8 076 Arbitrage : Gabriele Rossi (it) | Spectateurs : 8 076 Arbitrage : Gabriele Rossi (it) |
| 16:00 UTC+1     | Rapport    |     |                                                                      | Spectateurs : 8 076 Arbitrage : Gabriele Rossi (it) | Spectateurs : 8 076 Arbitrage : Gabriele Rossi (it) |

| 13 octobre 2007 | Italie                 | 2–0 | Géorgie | Stadio Luigi Ferraris, Genoa                              |                                                           |
| 20:50 UTC+2     | Pirlo 44e · Grosso 84e |     |         | Spectateurs : 23 057 Arbitrage : Carlos Megía Dávila (es) | Spectateurs : 23 057 Arbitrage : Carlos Megía Dávila (es) |
| 20:50 UTC+2     | Rapport                |     |         | Spectateurs : 23 057 Arbitrage : Carlos Megía Dávila (es) | Spectateurs : 23 057 Arbitrage : Carlos Megía Dávila (es) |

| 17 octobre 2007 | Ukraine                                             | 5–0 | Îles Féroé | Stade olympique, Kiev                      |                                            |
| 19:00 UTC+3     | Kalynychenko 40e 49e · Husyev 43e 45e · Vorobey 64e |     |            | Spectateurs : 3 000 Arbitrage : Haim Jakov | Spectateurs : 3 000 Arbitrage : Haim Jakov |
| 19:00 UTC+3     | Rapport                                             |     |            | Spectateurs : 3 000 Arbitrage : Haim Jakov | Spectateurs : 3 000 Arbitrage : Haim Jakov |

| 17 octobre 2007 | Géorgie                      | 2–0 | Écosse | Stade Boris-Paichadze, Tbilissi               |                                               |
| 21:00 UTC+4     | Mchedlidze 16e · Siradze 64e |     |        | Spectateurs : 36 500 Arbitrage : Knut Kircher | Spectateurs : 36 500 Arbitrage : Knut Kircher |
| 21:00 UTC+4     | Rapport                      |     |        | Spectateurs : 36 500 Arbitrage : Knut Kircher | Spectateurs : 36 500 Arbitrage : Knut Kircher |

| 17 octobre 2007 | France        | 2–0 | Lituanie | Stade de la Beaujoire, Nantes                  |                                                |
| 21:00 UTC+2     | Henry 80e 81e |     |          | Spectateurs : 36 350 Arbitrage : Viktor Kassai | Spectateurs : 36 350 Arbitrage : Viktor Kassai |
| 21:00 UTC+2     | Rapport       |     |          | Spectateurs : 36 350 Arbitrage : Viktor Kassai | Spectateurs : 36 350 Arbitrage : Viktor Kassai |

| 17 novembre 2007 | Écosse       | 1–2 | Italie                  | Hampden Park, Glasgow                                   |                                                         |
| 17:00 UTC+0      | Ferguson 65e |     | 2e Toni · 90+1e Panucci | Spectateurs : 51 301 Arbitrage : Manuel Mejuto González | Spectateurs : 51 301 Arbitrage : Manuel Mejuto González |
| 17:00 UTC+0      | Rapport      |     |                         | Spectateurs : 51 301 Arbitrage : Manuel Mejuto González | Spectateurs : 51 301 Arbitrage : Manuel Mejuto González |

| 17 novembre 2007 | Lituanie                       | 2–0 | Ukraine | Stade S.-Darius-et-S.-Girėnas, Kaunas         |                                               |
| 20:00 UTC+2      | Savėnas 41e · Danilevičius 67e |     |         | Spectateurs : 3 000 Arbitrage : David Malcolm | Spectateurs : 3 000 Arbitrage : David Malcolm |
| 20:00 UTC+2      | Rapport                        |     |         | Spectateurs : 3 000 Arbitrage : David Malcolm | Spectateurs : 3 000 Arbitrage : David Malcolm |

| 21 novembre 2007 | Géorgie | 0–2 | Lituanie                   | Stade Boris-Paichadze, Tbilissi                     |                                                     |
| 19:30 UTC+4      |         |     | 52e 90+6e Kšanavičius (en) | Spectateurs : 30 000 Arbitrage : Ljubomir Krstevski | Spectateurs : 30 000 Arbitrage : Ljubomir Krstevski |
| 19:30 UTC+4      | Rapport |     |                            | Spectateurs : 30 000 Arbitrage : Ljubomir Krstevski | Spectateurs : 30 000 Arbitrage : Ljubomir Krstevski |

| 21 novembre 2007 | Italie                                           | 3–1 | Îles Féroé      | Stade Alberto-Braglia, Modène                  |                                                |
| 20:30 UTC+1      | Benjaminsen 11e (csc) · Toni 36e · Chiellini 41e |     | 83e R. Jacobsen | Spectateurs : 19 000 Arbitrage : Florian Meyer | Spectateurs : 19 000 Arbitrage : Florian Meyer |
| 20:30 UTC+1      | Rapport                                          |     |                 | Spectateurs : 19 000 Arbitrage : Florian Meyer | Spectateurs : 19 000 Arbitrage : Florian Meyer |

| 21 novembre 2007 | Ukraine                       | 2–2 | France                | Stade olympique, Kiev                               |                                                     |
| 21:30 UTC+2      | Voronin 14e · Chevtchenko 46e |     | 20e Henry · 34e Govou | Spectateurs : 30 000 Arbitrage : Tom Henning Øvrebø | Spectateurs : 30 000 Arbitrage : Tom Henning Øvrebø |
| 21:30 UTC+2      | Rapport                       |     |                       | Spectateurs : 30 000 Arbitrage : Tom Henning Øvrebø | Spectateurs : 30 000 Arbitrage : Tom Henning Øvrebø |